# Goli Otok
Goli Otok (udtales [ɡôliː ǒtok]; italiensk: Isola Calva) er en gold, ubeboet ø, der mellem 1949 og 1989 var hjemsted for et politisk fængsel som brugtes, da Kroatien var en del af Jugoslavien.
Øen ligger i det nordlige Adriaterhav lige ud for kysten af Primorje-Gorski Kotar County, Kroatien og har et areal på cirka 4,5 km2. Da den især om vinteren, er udsat for stærke bora-vinde, er øens overflade næsten fuldstændig blottet for vegetation, hvilket har givet Goli Otok (bogstaveligt talt 'bar ø' på kroatisk) sit navn. Den er også kendt som det "kroatiske Alcatraz " på grund af dets beliggenhed på en ø og den deraf følgende høje sikkerhed. 

## Goli Otok fængsel
På trods af, at den længe har været en lejlighedsvis græsningsplads for lokale landmænd og deres hyrder, blev den golde ø tilsyneladende aldrig permanent beboet på anden måde end af fangerne i løbet af det 20. århundrede. Under 1. verdenskrig sendte Østrig-Ungarn russiske krigsfanger fra østfronten til Goli Otok.
I 1949 blev hele øen officielt omdannet til et højsikret, tophemmeligt fængsel og arbejdslejr drevet af myndighederne i Folkerepublikken Jugoslavien, sammen med den nærliggende Sveti Grgur-ø, hvor der var en lignende lejr for kvindelige fanger. Indtil 1956, efter Tito-Stalin-splittelsen og gennem hele Informbiro-perioden, blev den brugt til at fængsle politiske fanger. Disse omfattede kendte og påståede stalinister, men også andre medlemmer af det jugoslaviske kommunistiske parti eller endda ikke-partimedlemmer, der blev anklaget for at udvise sympati eller tilbøjelighed for Sovjetunionen.
Mange antikommunister (serbiske, kroatiske, makedonske, albanske og andre nationalister osv.) blev også fængslet på Goli Otok. Ikke-politiske fanger blev også sendt til øen for at afsone simple straffedomme og nogle af dem blev dømt til døden. I alt afsonede omkring 16.000 politiske fanger der, hvoraf mellem 400 og 600 døde på øen. Andre kilder, hovedsageligt baseret på forskellige individuelle udsagn, hævder, at næsten 4.000 fanger døde i lejren.
Fængselsfangerne blev tvunget til at arbejde (i et stenbrud, med keramik og snedkerarbejde), uden hensyn til vejrforholdene: om sommeren var temperaturene op til 400, mens de om vinteren blev udsat for den kølige boravind og frostgrader. Fængslet var udelukkende drevet af fanger, og dets hierarkiske system tvang de dømte til at slå, ydmyge, fordømme og undgå hinanden. De der samarbejdede, kunne håbe på at stige op i hierarkiet og få bedre behandling.
Efter at Jugoslavien havde normaliseret forholdet til Sovjetunionen, overgik Goli Otok-fængslet til Folkerepublikken Kroatiens jurisdiktion (i modsætning til de føderale jugoslaviske myndigheder). Uanset hvad, forblev fængslet et tabuemne i Jugoslavien indtil begyndelsen af 1980'erne. Forfatteren Antonije Isaković skrev romanen Tren (Øjeblik) om fængslet i 1979 og ventede til efter Josip Broz Titos død i 1980 med at udgive den. Bogen blev straks en bestseller.
Fængslet blev lukket den 30. december 1988  og helt forladt i 1989. Siden da har det været forladt, og er gået i forfald. Det er siden blevet en turistattraktion og er befolket af hyrder fra Rab. Tidligere kroatiske fanger er organiseret i sammenslutningen af tidligere politiske fanger i Goli Otok. I Serbien er de organiseret i Society of Goli Otok.

## Goli Otok i litteraturen
- 1981: Noč do jutra ( Night till Morning Comes ) - roman af den slovenske forfatter Branko Hofman [5]
- 1981: Herezia e Dervish Mallutes - allegorisk roman af Kosovo-forfatteren Teki Dervishi
- 1982: Tren 2 - roman af Antonije Isaković
- 1984: Umiranje na obroke (Dying by rates) ‒ selvbiografisk bog af den slovenske forfatter Igor Torkar, om Goli Otok fængselsforhold
- 1984: Goli Otok: Dødens ø ‒ faglitterær bog af den bulgarske/makedonske forfatter Venko Markovski, der beskriver Goli Otok-fængslets historie
- 1990: Goli Otok af Dragoslav Mihailović
- 1993: Lov na stenice af Dragoslav Mihailović
- 1996: Goli Otok: stratište duha ‒ faglitterær bog af den kroatiske forfatter Mihovil Horvat, der indeholder begivenhederne i forbindelse med hans arrestation og fængsling under Informbiro-perioden
- 1997: Goli Otok: Italiani nel Gulag di Tito ‒ historisk rapport af den italiensk-kroatiske forfatter Giacomo Scotti
- 1997: Zlotvori – roman af Dragoslav Mihailović
- 1997: Titos Hawaii ‒ roman af forfatter, der bruger pennenavnet Rade Panic (navn taget fra et politisk offer af samme navn, hvis kone blev begravet på øen; ikke hans egentlige navn)[22]
- 2005: Razglednica s ljetovanja ‒ selvbiografisk kortroman af den kroatiske forfatter Dubravka Ugrešić ; udgivet i Beograds litteraturanmeldelse REČ časopis za književnost i kulturu, i društvena pitanja, br. 74/20, 2006, og i bogen Nikog nema doma, red. devedeset stupnjeva, Zagreb 2005. Italiensk oversættelse Cartolina Estiva af Luka Zanoni Osservatorio Balcani e Caucaso, 2008[23]
- 2010: Island of the World - roman af den canadiske forfatter, Michael D. O'Brien.
- 2019: Life Plays with Me (Udgivet i Nordamerika som More Than I Love My Life ) - roman af den israelske forfatter David Grossman. En af hovedpersonerne, Vera, blev interneret som politisk fange i Goli Otok, før hun immigrerede til Israel.

## Goli Otok i film og tv
- 1996: The Seventh Chronicle ( Sedma kronika ) – Kroatisk spillefilm om en Goli Otok-fange, der flygter ved at svømme til øen Rab, baseret på en roman af Grgo Gamulin. [24]
- 2002: Eva ‒ dokumentarfilm fortalt på tysk, hebraisk og engelsk, der fortæller Eva Panić-Nahirs oplevelser, en tidligere fange på øen; produceret/instrueret af Avner Faingulernt [25]
- 2009: Strahota - Die Geschichte der Gefängnisinsel Goli Otok ‒ tysksproget dokumentarfilm med 8 tidligere fanger; produceret/instrueret af Reinhard Grabher.[26]
- 2012: Goli Otok ‒ dokumentarfilm instrueret af Darko Bavoljak [27]
- 2013: Lost Survivors ‒ Travel Channel reality-tv- overlevelsesserie-episode med titlen "Prison Island" [28]
- 2014: Goli – dokumentarfilm instrueret af Tiha K. Gudac [29]
- 2014: In the Name of the People ‒ udstilling i Beograd; med en alfabetisk liste over 16.500 navne på personer, der blev fængslet på Goli Otok, tilgængelig for onlinesøgning på deres hjemmeside Arkiveret 17. april 2024 hos  Wayback Machine
- 2019: Mysteries of the Abandoned - Sæson 4, afsnit 9 "Haunting on Plague Island" [30]